# جيلبرتو سيرانو
جيلبرتو سيرانو (بالإسبانية: Gilberto Serrano) مواليد 19 مارس 1970 في كاراكاس، هو ملاكم محترف فنزويلي يصنف ضمن فئة الوزن الخفيف. حقق بطولة رابطة الملاكمة العالمية.

## إحصائيات
خاض خلال مسيرته 28 نزالا، فاز في 21 وتعادل في 1 وخسر في 6. فاز بالضربة القاضية في 17 نزالا.

## روابط خارجية
- جيلبرتو سيرانو على موقع بوكس ريك (الإنجليزية) (registration required)